# Batalla de Keren
La Batalla de Keren se refiere a un enfrentamiento entre tropas italianas y fuerzas Commonwealth británica, ocurrido durante la Segunda Guerra Mundial, entre el 3 de febrero y el 1 de abril de 1941, en la zona de Keren en el África Oriental Italiana, en la actual Eritrea. A pesar de la heroica y organizada defensa frente a una abrumadora superioridad de los hombres y los medios británicos, las fuerzas italianas fueron derrotadas marcando el comienzo de la desintegración del joven imperio colonial italiano, que había comenzado con la anexión de Etiopía durante la guerra de Etiopía en 1935.

Mapa de la Campaña de Eritrea en 1941.